# Kepa Arrizabalaga Revuelta
Kepa Arrizabalaga Revuelta (Ondarroa, 3 d'octubre de 1994), sovint conegut simplement com a Kepa, és un futbolista professional basc que juga com a porter a l'Arsenal FC.
Format a l'Athletic Club, va jugar els seus primers partits com a professional cedit a la SD Ponferradina i el Reial Valladolid, a Segona Divisió.
Arrizabalaga ha estat internacional amb la selecció espanyola en categories per edats i amb la selecció absoluta. Va guanyar el Campionat d'Europa sub-19 amb la selecció espanyola.

## Carrera de club

### Athletic Club
Arrizabalaga va ingressar al planter de l'Athletic Club a Lezama el 2004, a deu anys. Va debutar com a sènior amb el filial el 2011, a Tercera Divisió.
El 5 de maig de 2012, Arrizabalaga fou convocat amb el primer equip per un partit de lliga contra el Getafe CF, tot i que va romandre a la banqueta, en un empat 0–0 a San Mamés. També va fer la pretemporada amb el primer equip el juliol, i el 23 de setembre va tornar a ser suplent en un partit del primer equip, contra el Màlaga CF.
Arrizabalaga fou promocionat al Bilbao Athletic el gener de 2013, a causa de la lesió de Jon Ander Serantes. Va debutar amb l'equip B el 16 de febrer de 2013, i va mantenir la porteria a zero en una victòria per 1–0 contra la UD Logroñés en partit de Segona Divisió B. El 3 de març, fou expulsat cap al final del partit en una victòria per 3–1 a casa contra la SD Amorebieta, igualment com el seu company d'equip Jon García; l'abril va patir una pubàlgia, i no va retornar als terrenys de joc fins al setembre.
Arrizabalaga va jugar regularment amb l'equip B després del seu retorn, però es va trencar el primer metatars de la mà dreta el gener de 2014, una lesió que el va apartar per un mes. L'11 de març, el Getafe va demanar-ne la cessió, per substituir el lesionat Miguel Ángel Moyà, però l'Athletic va refusar.
El 5 de gener de 2015, Arrizabalaga fou cedit a la SD Ponferradina de Segona Divisió fins al juny. Finalment, va debutar com a professional a l'11a jornada, com a titular, en un empat 1–1 a casa contra el Racing de Santander.
El 20 de juliol de 2015, Arrizabalaga va marxar al Reial Valladolid també de segona, cedit per un any. Va jugar el seu primer partit el 22 d'agost, en una derrota per 0–1 contra el Córdoba CF, i es va perdre només tres partits, mentre l'equip acabava 16è.
Després de tornar de la cessió, Arrizabalaga fou inclòs definitivament al primer equip, inicialment com a tercer porter rere Gorka Iraizoz i Iago Herrerín. Va debutar en lliga l'11 de setembre de 2016, com a titular en una victòria per 1–0 a fora contra el Deportivo de La Coruña.

### Chelsea
El 8 d'agost de 2018, l'Athletic va anunciar que Arrizabalaga havia pagat la clàusula de rescissió (de 80 milions d'euros), cosa que en feia el porter més car del món, només setmanes després que el rècord l'hagués establert el traspàs d'Alisson al Liverpool. El mateix dia es va confirmar el seu fitxatge pel Chelsea FC.

## Palmarès
Chelsea FC
- 1 Lliga de Campions de la UEFA: 2020-21[20]
- 1 Lliga Europa de la UEFA: 2018–19[21]
- 1 Supercopa de la UEFA: 2021[22]
- 1 Copa del Món de Clubs de la FIFA: 2021[23]

Reial Madrid CF
- 1 Lliga de Campions de la UEFA: 2023-24[24]
- 1 Lliga espanyola: 2023-24[25]
- 1 Supercopa espanyola: 2024[26]

Espanya sub-19
- 1 Campionat d'Europa sub-19: 2012

Espanya
- 1 Lliga de les Nacions de la UEFA: 2022-23[27]